# 개국 (드라마)
《개국》은 1983년 1월 2일부터 1983년 12월 18일까지 방송된 한국방송공사 공영 방송 10주년을 기념하는 KBS 1TV 대하 드라마인데 "야사에 지나쳐 정사를 오도했다"는 혹평을 받았다.

## 제작진
- 원작 : 이태원
- 극본 : 이은성
- 연출 : 장형일
- 조연출 : 엄기백, 정을영
- 해설 : 이강식

## 등장 인물

### 고려의 왕
- 임혁 : 공민왕 역 - 고려 31대 군주
- 이두섭 : 우왕 역 - 고려 32대 군주
  - 안정훈, 조인표 : 어린 우왕(모니노) 역
- 강태호 : 창왕 역 - 고려 33대 군주
- 김진해 : 공양왕 역 - 고려 34대 군주

### 공민왕 관련 인물
- 선우은숙 : 노국대장공주 역 - 공민왕의 왕비, 원 위왕의 딸
- 백찬기 : 신돈 역 - 고려의 정치가
- 유가영 : 정비 안씨 역 - 공민왕의 5번째 왕비
- 조남경 : 혜비 이씨 역 - 공민왕의 2번째 왕비
- 최정실 : 익비 한씨 역 - 공민왕의 3번째 왕비
- 금보라 : 사비 반야 역 - 신돈의 애첩, 우왕의 어머니
- 노영화 : 신비 염씨 공민왕의 4번째 왕비 역
- 김하림 : 이강달 역 - 공민왕의 환관
- 정해창 : 김사행 역 - 공민왕의 환관
- 김동완 : 안도치 역 - 공민왕의 환관
- 정민 : 보우 역 - 고려의 승려
- 김동수 : 최만생 역
- 이계영 : 홍륜 역 - 공민왕을 살해한 자제위
- 정인숙 : 화선 역 - 노국대장공주의 상궁
- 정재순 : 윤 상궁 역 - 혜비 이씨의 상궁
- 지계순 : 민 상궁 역

### 우왕 관련 인물
- 이현정 : 근비 이씨 역 - 우왕의 1번째 왕비, 창왕의 어머니
- 김수연 : 영비 최씨 역 - 우왕의 2번째 왕비
- 최경선 : 선비 왕씨 역 - 우왕의 8번째 왕비
- 윤덕용 : 김완 역
- 공경구 : 소견 역

### 공양왕 관련 인물
- 장희진 : 순비 노씨 역 - 공양왕의 왕비, 정성군의 어머니

### 조선의 왕
- 임동진 : 태조 역 - 조선 1대 군주
- 남성식 : 정종 역 - 조선 2대 군주
- 임혁주 : 태종 역 - 조선 3대 군주

### 태조 관련 인물
- 박경득 : 환조 역 - 태조의 아버지
- 김경하 : 완풍대군 역 - 태조의 형
- 태현실 : 신의왕후 역 - 태조의 1번째 왕비
- 하미혜 : 신덕왕후 역 - 태조의 2번째 왕비
- 태민영 : 진안대군 역 - 태조의 1번째 아들
  - 김수용 : 어린 이방우 역
- 김기복 : 익안대군 역 - 태조의 3번째 아들
- 미상 : 회안대군 역 - 태조의 4번째 아들

### 고려의 문신
- 신구 : 최영 역 - 고려의 장군
- 박용식 : 경복흥 역 - 고려의 문신
- 김종결, 이문환 : 정세운 역 - 고려의 무신
- 이치우 : 김용 역 - 고려의 무신
- 임병기 : 김득배 역 - 고려의 무신
- 최명수 : 김첨수 역 - 고려의 문신
- 이정웅 : 정사도 역 - 고려의 문신
- 김길호 : 이제현 역 - 고려의 문신
- 곽경환 : 정운경 역 - 고려의 문신, 정도전의 부친
- 김윤형 : 기철 역 - 고려의 부원배, 기황후의 오빠
- 이영 : 노책 역 - 고려의 부원배
- 이원종 : 채하중 역
- 안병경 : 임견미 역 - 고려의 권신
- 유병한 : 이인임 역 - 고려의 권신
- 이성웅 : 염흥방 역 - 고려의 권신
- 박영목 : 이림 역 - 고려의 문신
- 이현두 : 김저 / 김속명 역 - 고려의 무신 / 고려의 문신
- 전무송 : 이색 역 - 고려의 문신
- 박인환 : 변안렬 역 - 고려의 무신
- 김성겸 : 이방실 역 - 고려의 무신
- 송재호 : 정몽주 역 - 고려의 문신
- 김흥기 : 정도전 역 - 조선의 문신
- 선동혁 : 목충 역 - 고려의 무신
- 한현배 : 정득후 / 이인 역 - 고려의 무신 / 고려의 문신
- 김창봉 : 우현보 역 - 고려의 문신
- 윤승원 : 문익점 역 - 고려의 문신
- 이신재 : 윤소종 역 - 조선의 문신
- 이한승 : 이자송 역 - 고려의 문신
- 신종섭 : 조민수 역 - 고려의 무신
- 이호재 : 배극렴 역 - 조선의 무신
- 강민호 : 이지란(여진천호퉁두란) 역 - 조선의 무신
- 남일우 : 염제신 역 - 고려의 문신
- 노주현 : 조준 역 - 조선의 문신
- 양재성 : 남은 역 - 조선의 문신
- 장용 : 박종회 / 조인옥 역 - 조선의 무신
- 김봉근 : 인당 역 - 고려의 무신
- 양영준 : 유인우 역 - 고려의 무신
- 안대용 : 김원명 역 - 고려의 무신
- 박해상 : 이춘부 역 - 고려의 문신
- 박칠용 : 조반 역 - 조선의 문신
- 박규식 : 조일신 역 - 고려의 무신
- 이일웅 : 곽충보 역 - 고려의 문신
- 반문섭 : 왕흥 / 김림 역
- 황범식 : 신순 역
- 최창호 : 김흥경 역
- 유종근 : 권희 역 - 고려의 문신
- 송창신 : 류구 역 - 조선의 문신
- 안광진 : 안우 역
- 서상익 : 박춘 역
- 맹호림 : 정찬 역
- 송보영 : 이창로 역 - 혜비 이씨의 오라비
- 강태기 : 조견 역

### 원나라
- 최헌철 : 원 위왕 역 - 원나라 황족, 노국대장공주의 부친
- 이계영 : 만만태자 역 - 원 순제의 아들
- 하대경 : 완자불화 역 - 원나라 사신

### 여진족
- 전병옥 : 퉁두란 부장 역
- 김시원 : 동북면 천호 역

### 홍건적
- 공경구 : 사유 / 관선생 역
- 이강수 : 주원수 / 사유 역

### 왜국
- 백준기 : 아지발도 역 - 왜구 수장

### 명나라
- 이종우 : 채빈 역
- 엄익선 : 채집밀 역

### 그 외 인물
- 장학수 : 조영규 역
- 안영주 : 길창국부인 권씨 역 - 이제현 부인
- 봉혜선 : 박씨 역 - 이인임 부인
- 김해권 : 조소생 / 이광 역
- 송석호 : 김진양 역
- 채수영 : 이종학 역
  - 주덕호 : 어린 이종학 역
- 김상락 : 이원구 역
- 장항선 : 영조 역
- 하대경 : 강윤성 역
- 김미숙 : 윤란 역
- 차양희 : 임치 역
- 황민 : 박의 역
- 이진희 : 유지 역
- 윤미라 : 두례 역
- 조성희 : 소담 역
- 기정수 : 사태 역
- 박시영 : 근삼 역
- 최정훈 : 처산 역
- 윤덕용 : 창구 역
- 백일섭 : 떡대 역
- 홍영자 : 순녀 모친 역
- 권기선 : 순녀 역
- 한혜경, 이나야 : 자녀들 역
- 조은덕 : 조반 부인 역
- 이진숙 : 은란의 심복 역
- 박정웅 : 노 서방 역
- 정종준 : 살적한 / 배자부 역
- 조춘 : 천희 스님 역
- 유병준
- 박현정 : 떡대 모친 / 인당 부인 역
- 이한수
- 정진
- 안형식
- 곽정희
- 장순국
- 조재훈
- 유순철
- 김종구
- 나정옥
- 송희남
- 송종원
- 이병철
- 장기용
- 박승규
- 오중훈
- 오기환
- 최승철
- 장광비
- 최문선
- 정유선
- 김영순
- 김기진
- 윤용덕
- 고광우
- 박현정
- 안성호
- 문창근
- 장칠군
- 홍승일
- 이정훈
- 최동균
- 한정국
- 한경수
- 최건호

## 회차별 부제
| 1983년 | 1983년    | 1983년             | 1983년                                                                                 | 1983년 |
| 회차   | 방송일    | 부제               | 비고                                                                                   |        |
| ------ | --------- | ------------------ | -------------------------------------------------------------------------------------- | ------ |
| 1회    | 1월 2일   | 동북에서 부는 바람 |                                                                                        |        |
| 2회    | 1월 9일   | 송도의 종소리      |                                                                                        |        |
| 3회    | 1월 16일  | 예성강의 노을      |                                                                                        |        |
| 4회    | 1월 23일  | 송악에 푸른 빛이   |                                                                                        |        |
| 5회    | 1월 30일  | 기다리는 사람들    |                                                                                        |        |
| 6회    | 2월 6일   | 원한의 쌍성 탈환   |                                                                                        |        |
| 7회    | 2월 13일  | 동트는 하늘        |                                                                                        |        |
| 8회    | 2월 20일  | 개경으로 가는 길   |                                                                                        |        |
| 9회    | 2월 27일  | 노국공주의 사랑    |                                                                                        |        |
| 10회   | 3월 6일   | 원에서 온 사자     |                                                                                        |        |
| 11회   | 3월 13일  | 대충신             |                                                                                        |        |
| 12회   | 3월 20일  | 만월대의 여인들    |                                                                                        |        |
| 13회   | 3월 27일  | 숙옹부의 깊은 밤   |                                                                                        |        |
| 14회   | 4월 3일   | 신돈의 독대        |                                                                                        |        |
| 15회   | 4월 10일  | 운명의 여인        |                                                                                        |        |
| 16회   | 4월 17일  | 홍건적의 난        |                                                                                        |        |
| 17회   | 4월 24일  | 승전고             |                                                                                        |        |
| 18회   | 5월 1일   | 고려의 인재들      | 5월 8일에는 6시 5분부터 프로축구 슈퍼리그 <포철 VS 대우> 중계 편성으로 결방            |        |
| 19회   | 5월 15일  | 동북의 별          |                                                                                        |        |
| 20회   | 5월 22일  | 독로강의 횃불      |                                                                                        |        |
| 21회   | 5월 29일  | 풍전등화           |                                                                                        |        |
| 22회   | 6월 5일   | 개경 탈환          |                                                                                        |        |
| 23회   | 6월 12일  | 모반자             |                                                                                        |        |
| 24회   | 6월 19일  | 난세의 인물들      |                                                                                        |        |
| 25회   | 6월 26일  | 흥왕사의 회오리    |                                                                                        |        |
| 26회   | 7월 3일   | 비운의 노국공주    |                                                                                        |        |
| 27회   | 7월 10일  | 신돈의 환속        |                                                                                        |        |
| 28회   | 7월 17일  | 공민왕의 여인들    |                                                                                        |        |
| 29회   | 7월 24일  | 자규야 알랴마는    |                                                                                        |        |
| 30회   | 7월 31일  | 무니노의 탄생      |                                                                                        |        |
| 31회   | 8월 7일   | 가는 자와 오는 자  |                                                                                        |        |
| 32회   | 8월 14일  | 공민왕 23년        |                                                                                        |        |
| 33회   | 8월 21일  | 한 많은 모정       |                                                                                        |        |
| 34회   | 8월 28일  | 예성강의 낙조      |                                                                                        |        |
| 35회   | 9월 4일   | 전하, 전하         |                                                                                        |        |
| 36회   | 9월 11일  | 해풍               |                                                                                        |        |
| 37회   | 9월 18일  | 황산대첩           |                                                                                        |        |
| 38회   | 9월 25일  | 산야에 피는 꽃     |                                                                                        |        |
| 39회   | 10월 2일  | 동북에 심은 뜻은   | 10월 9일에는 5시 50분부터 세계청소년축구 4강 초청 축구대회 결승전 중계가 길어져서 결방 |        |
| 40회   | 10월 16일 | 강한 자와 강한 자  |                                                                                        |        |
| 41회   | 10월 23일 | 옛 땅, 저 요동벌   |                                                                                        |        |
| 42회   | 10월 30일 | 사불가론           |                                                                                        |        |
| 43회   | 11월 6일  | 위화도 회군        |                                                                                        |        |
| 44회   | 11월 13일 | 최영의 죽음        |                                                                                        |        |
| 45회   | 11월 20일 | 아홉 살의 임금     |                                                                                        |        |
| 46회   | 11월 27일 | 여명의 횃불        |                                                                                        |        |
| 47회   | 12월 4일  | 고려의 숨소리      |                                                                                        |        |
| 48회   | 12월 11일 | 고려 34대 공양왕   |                                                                                        |        |
| 49회   | 12월 18일 | 다시 솟는 아침     |                                                                                        |        |